# Javier Calleja
Javier Calleja Revilla (* 12. Mai 1978 in Madrid) ist ein ehemaliger spanischer Fußballspieler und heutiger Fußballtrainer.

## Karriere
Der 1,71 Meter große Flügelspieler bestritt insgesamt 104 Ligaspiele für den FC Málaga. In der Saison 2007/08 stieg er mit Málaga aus der spanischen Segunda División in die Primera División auf.
Außerdem bestritt er vier Champions-League-Spiele für den FC Villarreal. Im Sommer 2012 beendete er seine Fußballerkarriere.
Am 25. September 2017 wurde bekannt, dass Calleja als Nachfolger von Fran Escribá neuer Cheftrainer des FC Villarreal ist. Am 10. Dezember 2018 wurde Calleja, nach der 2:3-Niederlage gegen Celta Vigo und Platz 17 in der Liga, entlassen. Ende Januar 2019 kehrte er als Cheftrainer zu Villarreal zurück und war dort bis Juli 2020 tätig. Anfang April 2021 wurde er bis Dezember 2021 Trainer bei Deportivo Alavés.